# Bautista Saavedra (provins)

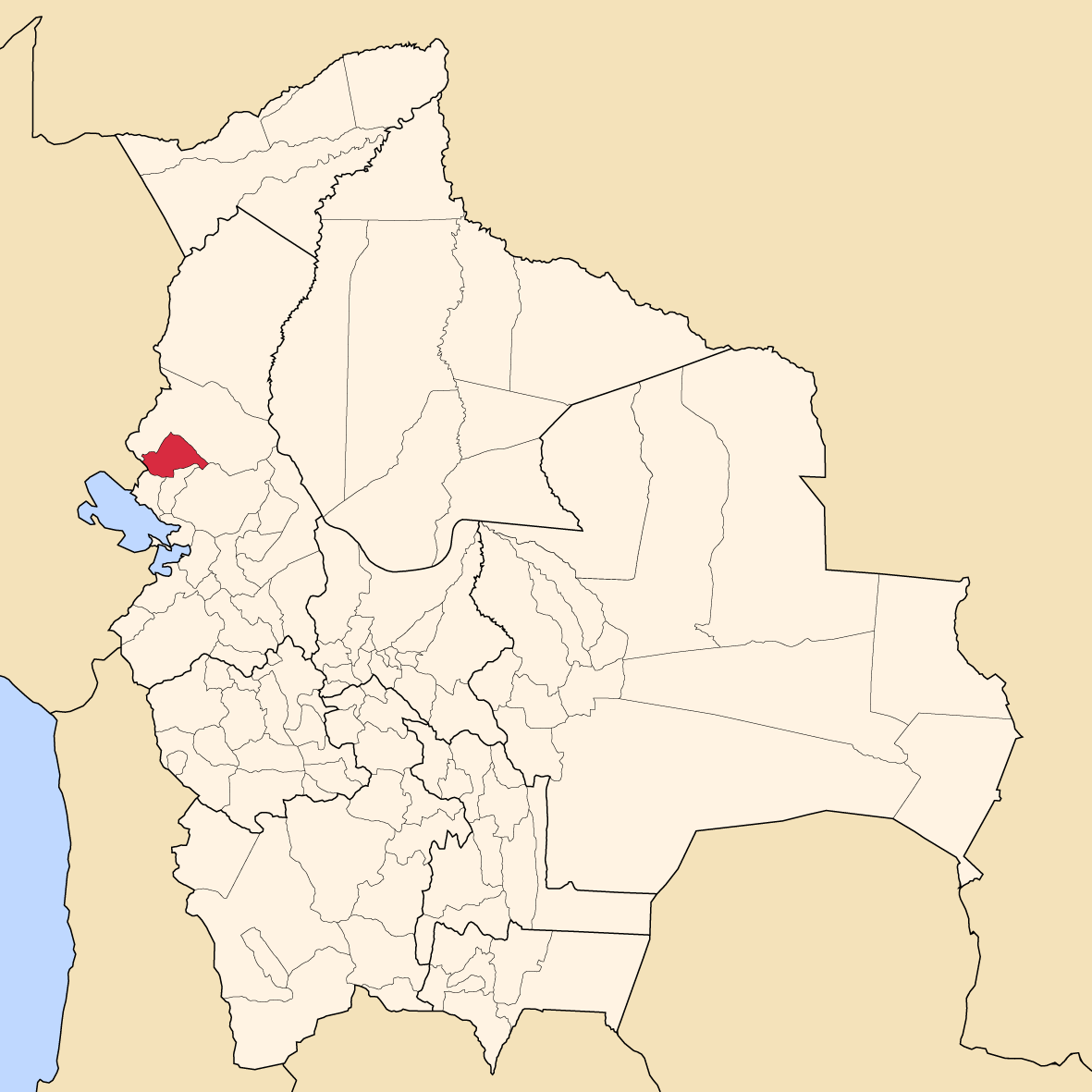
Provinsens läge i Bolivia

Bautista Saavedra är en provins i departementet La Paz i Bolivia. Den administrativa huvudorten är Charazani.